# Machold Rare Violins
Die inhabergeführte Machold Rare Violins mit Sitz in Bremen war Weltmarktführer für den Handel mit alten Streichinstrumenten.

## Unternehmen
Das Unternehmen wurde 1861 in Markneukirchen als Geigenmanufaktur gegründet. Inhaber war der 1949 geborene und einstmals auf Schloss Eichbüchl bei Katzelsdorf (das Schloss wurde im Zuge des Konkursverfahrens verkauft) lebende Dietmar Harry Joachim Machold. Machold hatte Niederlassungen in Wien, Zürich (Geigenbau Machold GmbH und Cadenza AG), Alpnach (Bomalu AG), Bremen, Berlin, New York City, Aspen, Chicago, Seoul und Tokio und handelte unter anderem mit Geigen von Stradivari und Guarneri del Gesù.
2001 verkaufte Machold Rare Violins eine Violine von Guarneri del Gesù für 1,6 Millionen US-Dollar an eine Gruppe von sechzehn Investoren. Im Frühjahr 2007 erlöste Machold für den Verkauf von vier Stradivaris über 10 Millionen Euro.

## Konkursverfahren

### Privatkonkurs
Am 22. Oktober 2010 leitete Dietmar Machold ein Sanierungsverfahren mit Eigenverwaltung über sein Privatvermögen ein. Die Eigenverwaltung in dem Verfahren wurde Machold am 1. Dezember 2010 vom Gericht entzogen. Am 29. Dezember 2010 wurde vom Gericht ein Gläubigerausschuss bestellt, das Verfahren wurde in ein Konkursverfahren umgeändert. Die Schließung des Unternehmens wurde am 4. Februar 2011 angeordnet.

### Firmenkonkurs
Am 29. Oktober 2010 leitete Machold ein Sanierungsverfahren mit Eigenverwaltung über sein Firmenvermögen ein. Hierfür wurde ihm die Eigenverwaltung am 23. November 2010 vom Gericht entzogen. Am 21. Dezember 2010 wurde die Schließung des Unternehmens angeordnet und das Verfahren in ein Konkursverfahren umgeändert. Die Überschuldung lag laut KSV bei 80 Mio €.

## Verhaftung und Prozess
Am 16. März 2011 wurde Dietmar Machold in Zermatt (Schweiz) festgenommen. Ihm wurde unter anderem Veruntreuung und schwerer gewerbsmäßiger Betrug vorgeworfen. Im Dezember 2011 wurde er an Österreich ausgeliefert und in Untersuchungshaft genommen.
Am 19. September 2012 begann am Wiener Straflandesgericht der Prozess gegen den Angeklagten Machold. Neben ihm waren auch seine Ex-Ehefrau, deren Mutter sowie ein Musiker und ehemaliger Geschäftspartner Macholds wegen Beihilfe zur betrügerischen Krida angeklagt. Am 9. November 2012 wurde der 63-jährige Machold vom Schöffensenat wegen Veruntreuung und betrügerischer Krida zu sechs Jahren Haft verurteilt, seine Ex-Ehefrau und deren Mutter zu einem Jahr bedingt.